# Ambroise Thomas
Charles Louis Ambroise Thomas (Metz, 5 agosto 1811 – Parigi, 12 febbraio 1896) è stato un compositore francese, molto famoso nel XIX secolo per le sue opere, specialmente per Mignon.

## Biografia
Ragazzo prodigio, figlio di un violinista di Metz, Jean-Baptiste-Martin Thomas, e di una cantante, Ambroise Thomas apprese la musica da suo padre, imparando nel contempo a suonare il pianoforte e il violino. Il padre morì nel 1823 lasciando la famiglia senza risorse. La madre si trasferì a Parigi nel 1827 e l'anno dopo Ambroise entrò al Conservatorio di Parigi dove studiò con Zimmerman, Doulen, Jean-François Lesueur per la composizione e Kalkbrenner per il pianoforte. Vinse il primo premio di pianoforte nel 1829, il primo premio di armonia nel 1830 e, dopo un primo tentativo infruttuoso nel 1831, il Prix de Rome nel 1832 con la cantata Herman et Ketty.

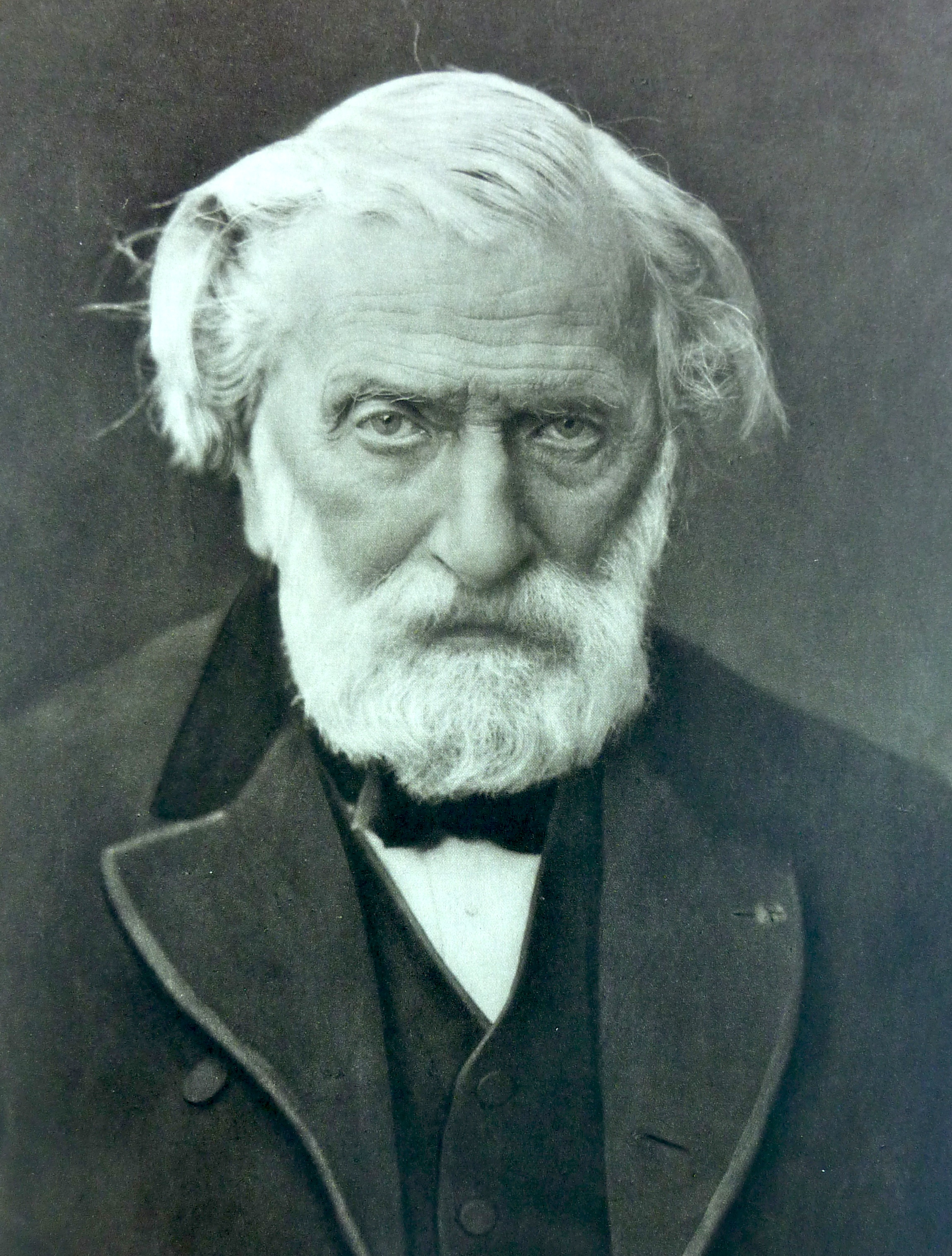
Thomas in una foto di Nadar

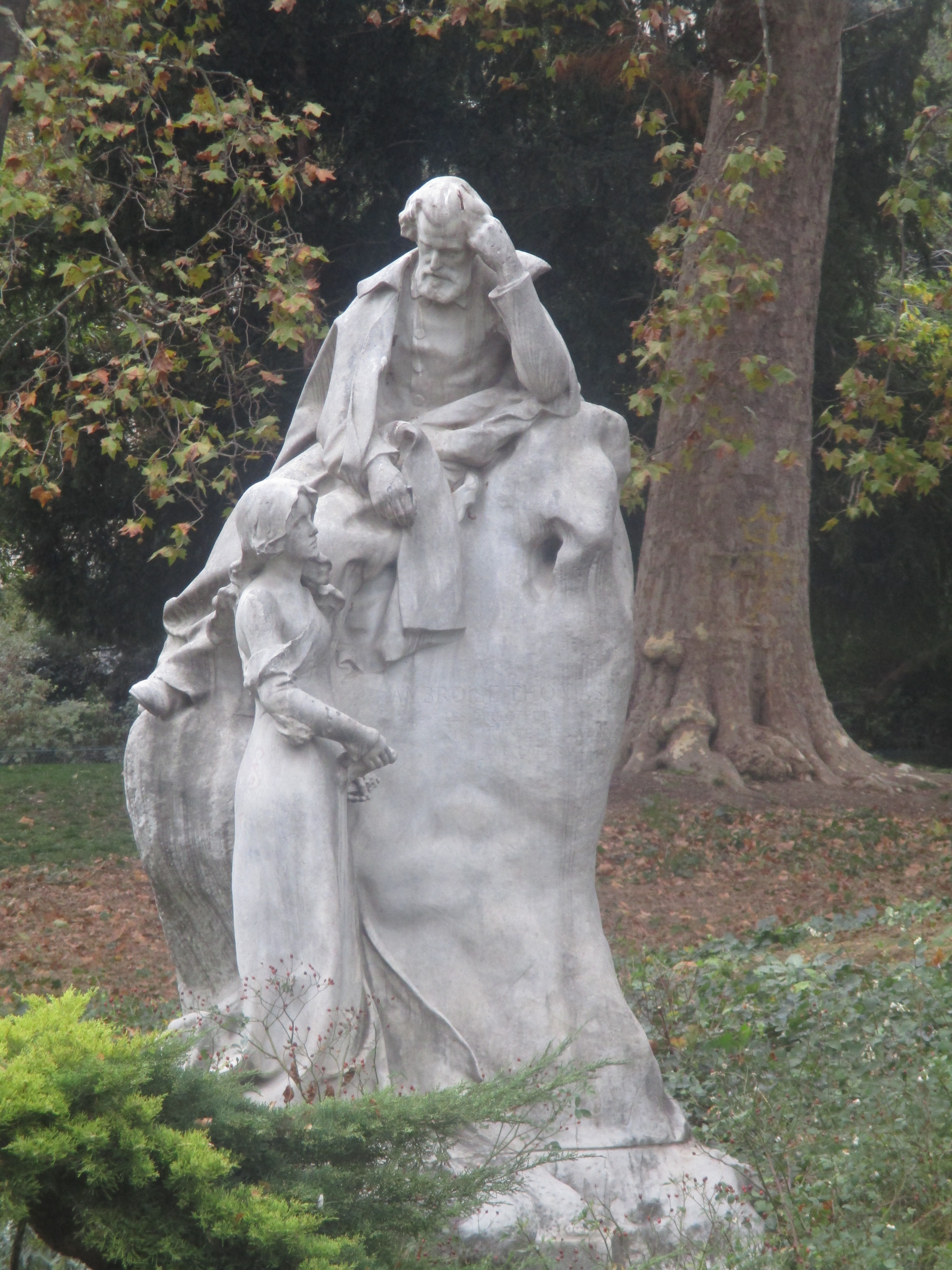
Statua di Thomas (Parigi, Parc Monceau).

Durante un suo soggiorno in Italia a Villa Medici, egli compose essenzialmente della musica da camera e divenne amico di Hippolyte Frandin, che gli fece un ritratto, ed Ingres, allora direttore dell'Accademia di Francia. Egli andò, in seguito, a Vienna, Monaco di Baviera e Lipsia. Egli era a quei tempi, secondo la descrizione di Léon Escudier, «un giovane uomo di linea slanciata, dalla fisionomia espressiva, con degli occhi azzurri di una dolcezza ammaliante, dal passo noncurante e dai modi eleganti e garbati. Questo giovane uomo ha la voce flessuosa e penetrante e non si fa pregare molto per sedersi al pianoforte e suonare. Egli suona bene questo strumento, non alla maniera dei virtuosi da concerto sempre in cerca di approvazione e produttori di sonorità assordanti; ma un poeta che sa parlare al cuore e trovare i colori per dipingere i suoi trasporti e i suoi sogni.»
Al suo ritorno a Parigi nel 1837, Thomas si indirizza alla composizione di opere, che saranno tutte brillanti. Anche se le opere di questo periodo, composte in uno stile leggero e molodioso, ottengono un buon successo, nessuna riesce a rimanere in repertorio: La Double Échelle del (1837), che ebbe i complimenti di Hector Berlioz; Le Caïd del 1849, operetta brillante che riportò un grande successo; Le Songe d'une Nuit d'Été del 1850, fantasia drammatica ben accolta, o il Falstaff da William Shakespeare; Raymond del 1851, la cui ouverture rimase popolare, Le Roman d'Elvire, ecc. Grazie al successo di Caïd, Ambroise Thomas viene eletto trionfalmente all'Académie des Beaux-Arts de l'Institut de France nel 1851, surclassando Berlioz che non ottenne alcun voto.

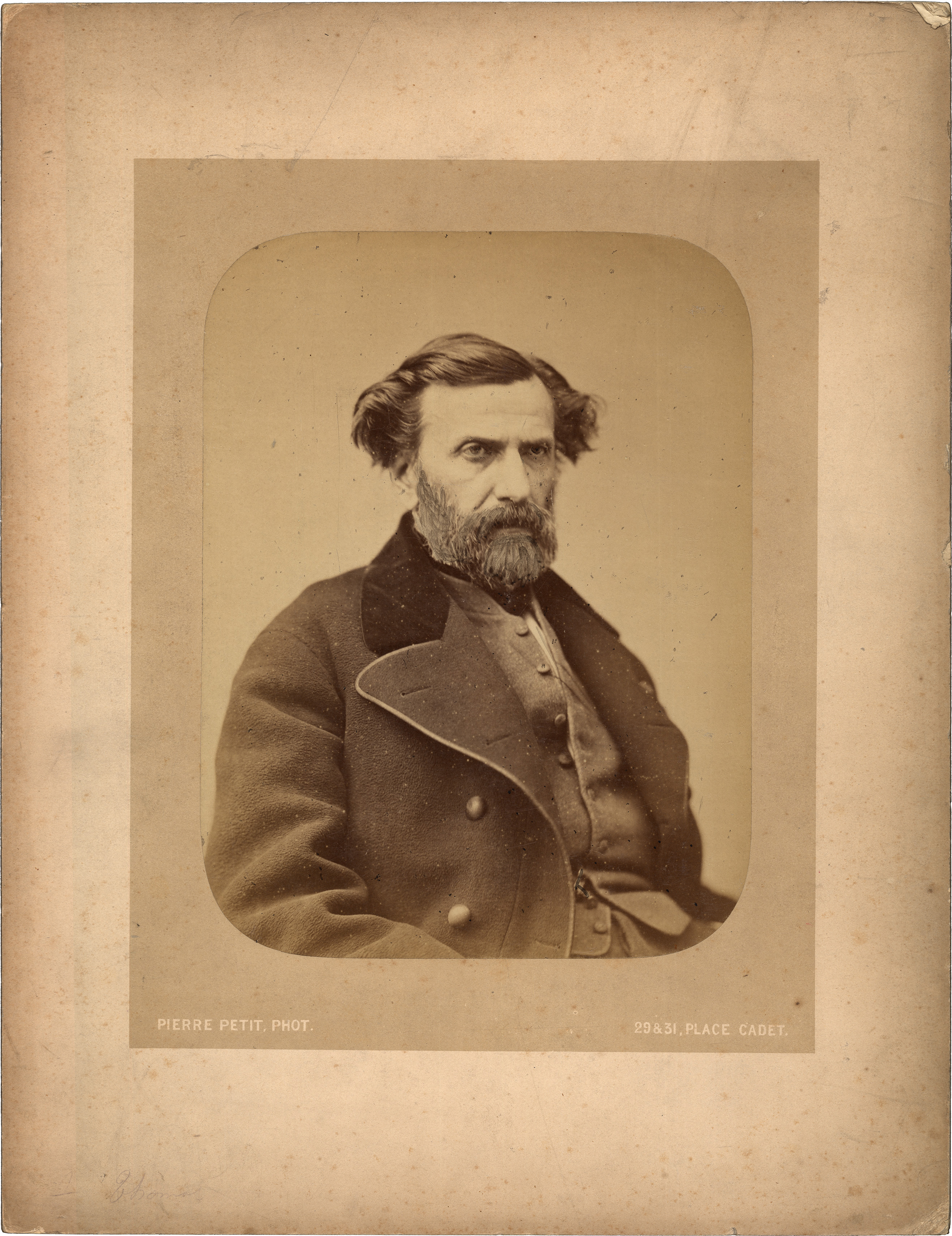
Ritratto di Ambroise Thomas, compositore (1811-1896). Foto di Pierre Petit, prima del 1896

Fu all'età di oltre cinquant'anni che la sua opera Mignon del 1866, riportò un notevole successo dopo un debutto mediocre. Da allora Thomas, la cui fama era stata relativamente modesta, assurse al rango di grande compositore. Nel 1894 Mignon era già stata rappresentata oltre 1.000 volte solamente all'Opéra-Comique ed era un successo in tutti i teatri d'Europa.
La sua opera successiva, Hamlet del 1868, dalla tragedia di Shakespeare, gli darà rinomanza internazionale. La musica di Thomas non era molto calzante al soggetto ma l'opera riuscì comunque ad avere successo, anche per merito della compagnia di canto, tanto che il compositore sarà il primo compositore a ricevere l'insegna di Commendatore della Légion d'honneur direttamente dalle mani di Napoleone III.
Thomas divenne poi professore di composizione al Conservatorio di Parigi nel 1856, succedendo ad Adolphe Adam e avendo come colleghi Massenet, Édouard Colonne, Théodore Dubois, Albert Bourgault-Ducoudray, Albert Lavignac e Francis Thomé. Alla morte di Daniel Auber nel 1871, Thomas gli succedette nell'incarico di direttore del Conservatorio. Egli smise allora di comporre ad eccezione della Françoise de Rimini del 1882 con Louis Mérante, che non ebbe grande successo e di un balletto, La Tempête del 1889, entrambi da Shakespeare, rappresentati all'Opéra de Paris. Durante la sua direzione del Conservatorio, si oppose alle influenze tedesche nella musica francese, assegnò la cattedra di organo a César Franck nel 1872 e combatté contro la nomina di Gabriel Fauré, che divenne direttore del Conservatorio soltanto dopo la morte di Thomas nel 1896.
All'inizio della sua carriera di compositore, Ambroise Thomas compose alcuni pezzi di musica sacra così come di musica strumentale e sinfonica. Nel 1887, presiedette la commissione istituita dal ministro della guerra per scegliere la versione ufficiale de La Marseillaise. La version decisa dalla commissione fu adottata fino al 1974.
«Vi sono due generi di musica, la buona e la cattiva e poi c'è la musica di Ambroise Thomas», disse Emmanuel Chabrier: intendendo dire in effetti che la musica di Ambroise Thomas non era né buona né cattiva; di stile eclettico e non molto originale, era leggera, facile e melodiosa, pensata proprio per piacere al pubblico popolare del Secondo impero.
Tuttavia fu un musicista dotato di tecnica solida, un colorito orchestratore e un buon melodista, e nelle opere più riuscite (Hamlet e soprattutto Mignon) riuscì a trovare momenti di ispirazione sincera e di grande forza drammatica.

## Opere liriche
- La Double échelle, Opéra-Comique, 1837
- Le Perruquier de la Régence, 1838
- Gipsy, 1839
- Le comte de Carmagnola, libretto di Eugène Scribe 1842 all'Académie Royale de Musique di Parigi con Prosper Dérivis
- Angélique et Médor, 1843
- Le Caïd, 1849
- Le Songe d'une nuit d'été, 1850
- Raymond, 1851
- Psyché, 1857
- Le Roman d'Elvire, 1860
- Mignon, tragedia lirica in 3 atti e 5 quadri, libretto di Michel Carré e Jules Barbier, rappresentata al Opéra-Comique il 17 novembre 1866
- Hamlet, opera in 5 atti, libretto di Michel Carré e Jules Barbier, rappresentata all'Opéra de Paris il 9 marzo 1868
- Françoise de Rimini, Opéra de Paris, 1882
- La Tempête, balletto, 1889